# Le Masnau-Massuguiès
Le Masnau-Massuguiès è un comune francese di 312 abitanti situato nel dipartimento del Tarn nella regione dell'Occitania.

## Società

### Evoluzione demografica
Abitanti censiti